# Dipartimento di Izabal
Il dipartimento di Izabal è uno dei 22 dipartimenti del Guatemala, il capoluogo è la città di Puerto Barrios.

## Comuni
Il dipartimento di Izabal conta 5 comuni:
- El Estor
- Livingston
- Los Amates
- Morales
- Puerto Barrios